# Mitchell Langerak
Mitchell James Langerak (Emerald, Queensland, 22 de agosto de 1988) es un exfutbolista australiano que jugaba como portero.

## Trayectoria

### Melbourne Victory

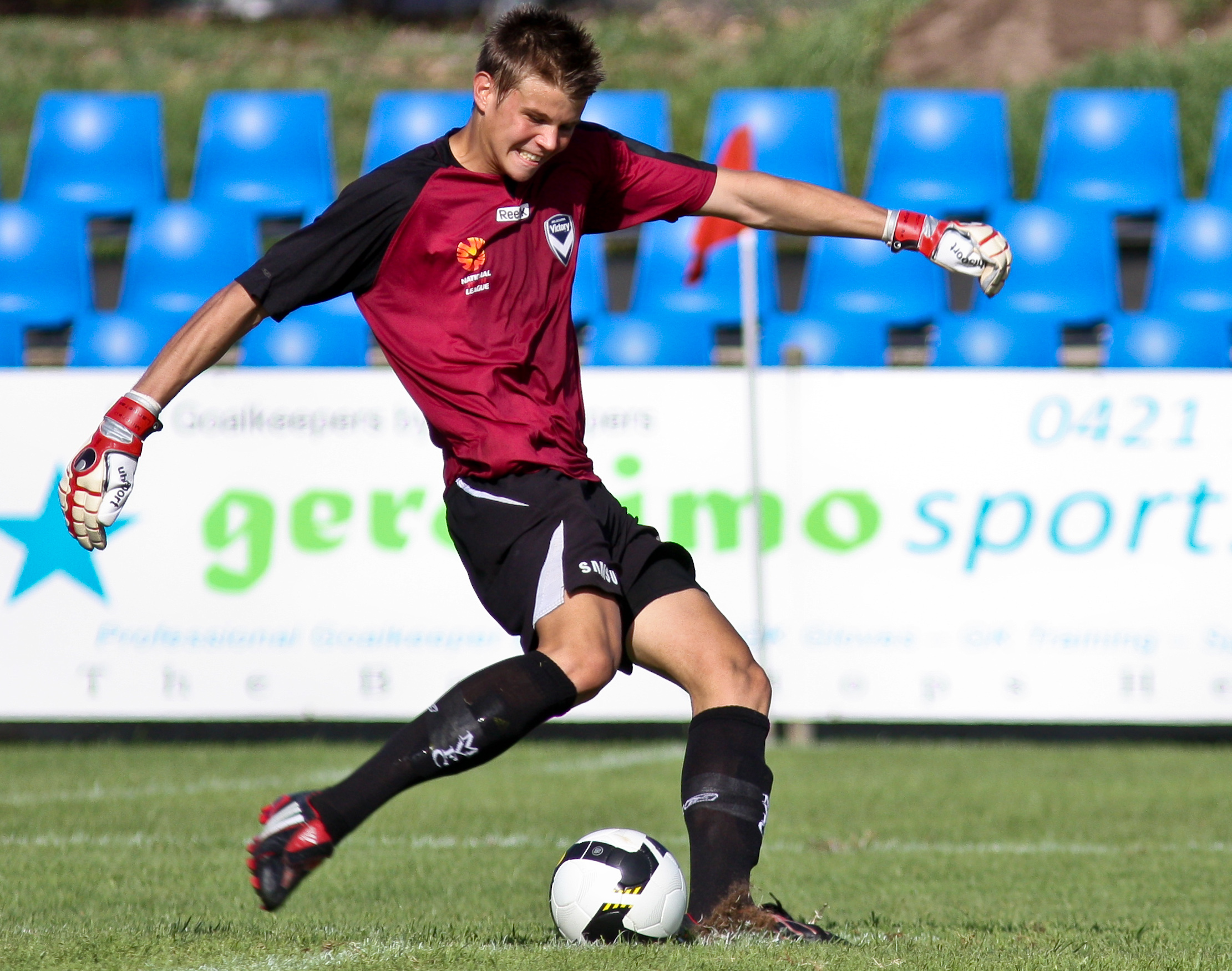
Langerak en 2009

Langerak inició su carrera profesional jugando para el Melbourne Victory de la A-League en febrero de 2007 a sus 19 años, siendo enviado de inmediato al South Melbourne por el resto de la temporada 2007 de la Victorian League para que vaya adquiriendo experiencia. Una vez concluido su contrato con South Melbourne, Langerak regresó al Victory para el resto de la temporada 2007-2008. Hizo su debut profesional en el primer partido de la final de la A-League de la temporada 2007-2008 contra Sidney FC.
Luego de que el portero titular del Victory fuera transferido al Adelaide United, Langerak se convirtió en la segunda opción bajo los palos para el equipo de Melbourne. Continuó siendo un suplente regular en la temporada 2009-10 luego de que Michael Theoklitos se marchase del club y el neozelandés Glen Moss fuese traído de Wellington Phoenix. No obstante, Langerak se convirtió en la primera opción del club meses después y terminó la temporada como titular por primera vez en su carrera.

### Borussia Dortmund
Luego de aproximadamente un mes de negociaciones, Langerak firmó un contrato por cuatro años con el Borussia Dortmund de la Bundesliga alemana el 12 de mayo de 2012. Tras su llegada al club alemán, Langerak inmediatamente se convirtió en el segundo portero del equipo durante la temporada 2010-11. Hizo su debut en la Bundesliga entrando como titular en la victoria 3-1 sobre el Bayern Munich el 26 de febrero de 2011, debido a una lesión de Roman Weidenfeller.
Langerak continuó siendo la segunda opción en el arco durante la temporada 2011-2012, jugando un par de partidos de la DFB Pokal como titular y reemplazando a Weidenfeller debido a suspensiones o lesiones en la Bundesliga en forma ocasional. El 12 de mayo de 2012 Langerak ingresó en reemplazo de Weidenfeller luego de que este se lesionara en una colisión con Mario Gómez durante la final de la copa frente al Bayern Munich, la cual el Borussia Dortmund terminaría ganando 5-2.
El 31 de mayo de 2012 Langerak firmó una extensión de contrato con el Borussia Dortmund que lo mantendrá en el club alemán hasta el 2016.

### VfB Stuttgart

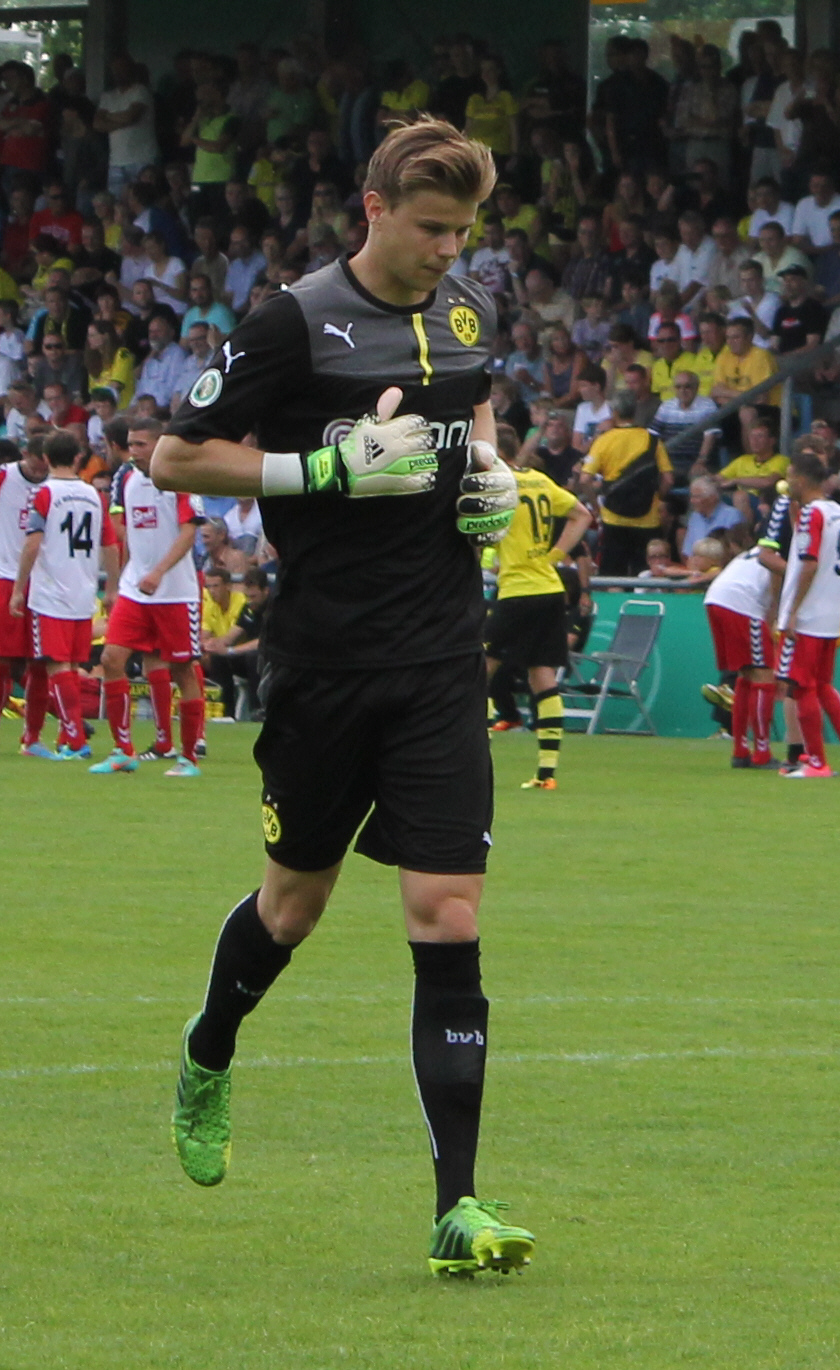
Langerak con el Borussia Dortmund en 2013

El 29 de junio de 2015 Langerak dejó el Borussia Dortmund para fichar con el VfB Stuttgart.
Luego de no jugar mucho en la temporada 2015/16 debido a una lesión, debutó con el Stuttgart en la DFB-Pokal contra el Borussia Dortmund. En la temporada 2016/17 fue parte fundamental en el ascenso del equipo a la Primera División, jugando 39 partidos.

### Levante UD
El 30 de agosto de 2017 Langerak dejó el VfB Stuttgart por el Levante Unión Deportiva.

### Nagoya Grampus
El 17 de enero de 2018, Langerak abandona el Levante Unión Deportiva, para firmar por el Nagoya Grampus de la J1 League.

## Selección nacional
Langerak fue parte de la selección australiana sub-20 en el Campeonato Juvenil de la AFC en 2006. Recibió su primer llamado a la selección mayor en marzo de 2011 para un partido amistoso contra Alemania y ha sido regular con los socceroos desde entonces.
Hizo su debut el 12 de octubre de 2013, en la goleada que recibió Australia ante Francia 6-0 en un partido amistoso.
El 13 de mayo de 2014 Langerak fue incluido por Ange Postecoglou, el entrenador de la selección australiana, en la lista preliminar de 30 jugadores con miras a la Copa Mundial de Fútbol de 2014. El 3 de junio fue confirmado en la lista final de 23 jugadores.

### Participaciones en Copas del Mundo
| Mundial                        | País   | Resultado    |
| ------------------------------ | ------ | ------------ |
| Copa Mundial de Fútbol de 2014 | Brasil | Primera fase |

## Clubes
| Club                           | País      | Año       |
| ------------------------------ | --------- | --------- |
| Melbourne Victory F. C.        | Australia | 2007-2010 |
| South Melbourne F. C. (cedido) | Australia | 2007      |
| Borussia Dortmund              | Alemania  | 2010-2015 |
| VfB Stuttgart                  | Alemania  | 2015-2017 |
| Levante U. D.                  | España    | 2017-2018 |
| Nagoya Grampus                 | Japón     | 2018-2024 |
| Melbourne Victory F. C.        | Australia | 2025      |

## Palmarés

### Títulos nacionales
| Título                | Club              | País      | Año     |
| --------------------- | ----------------- | --------- | ------- |
| A-League              | Melbourne Victory | Australia | 2008-09 |
| 1. Bundesliga         | Borussia Dortmund | Alemania  | 2010-11 |
| 1. Bundesliga         | Borussia Dortmund | Alemania  | 2011-12 |
| Copa de Alemania      | Borussia Dortmund | Alemania  | 2011-12 |
| Supercopa de Alemania | Borussia Dortmund | Alemania  | 2013    |
| Supercopa de Alemania | Borussia Dortmund | Alemania  | 2014    |
| 2. Bundesliga         | VfB Stuttgart     | Alemania  | 2016-17 |
| Copa J. League        | Nagoya Grampus    | Japón     | 2021    |
| Copa J. League        | Nagoya Grampus    | Japón     | 2024    |

### Títulos internacionales
| Título        | Club (*)  | País      | Año  |
| ------------- | --------- | --------- | ---- |
| Copa Asiática | Australia | Australia | 2015 |

(*) Incluyendo la selección.